# Dowództwo Okręgu Korpusu Nr X

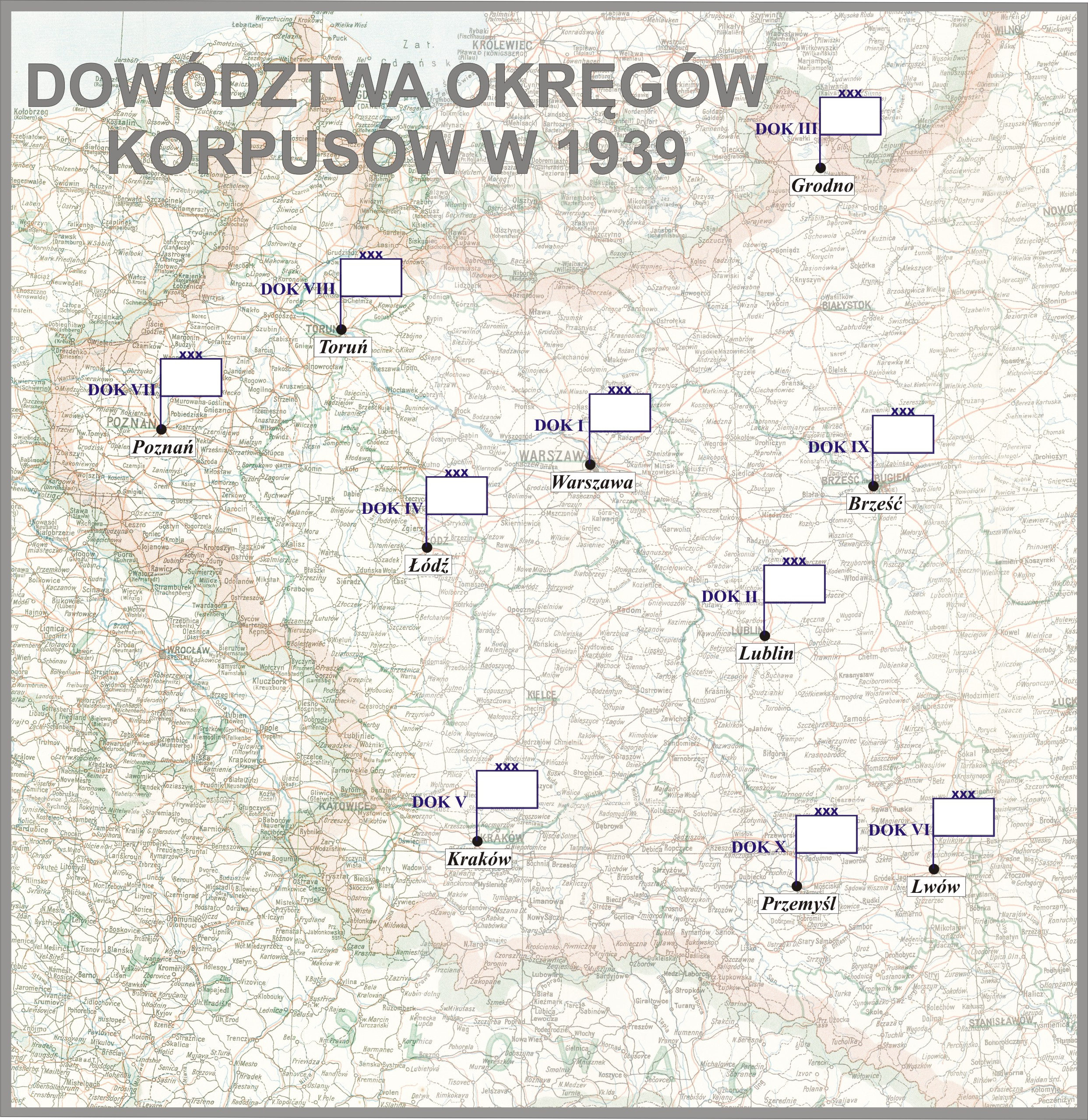
DOK w 1939

Dowództwo Okręgu Korpusu Nr X (DOK X) – terytorialny organ Ministerstwa Spraw Wojskowych w latach 1921–1939, pełniący funkcje administracyjno-gospodarcze, mobilizacyjne i garnizonowo-porządkowe z siedzibą w garnizonie Przemyśl.

## Obsada personalna dowództwa okręgu
Dowódcy okręgu

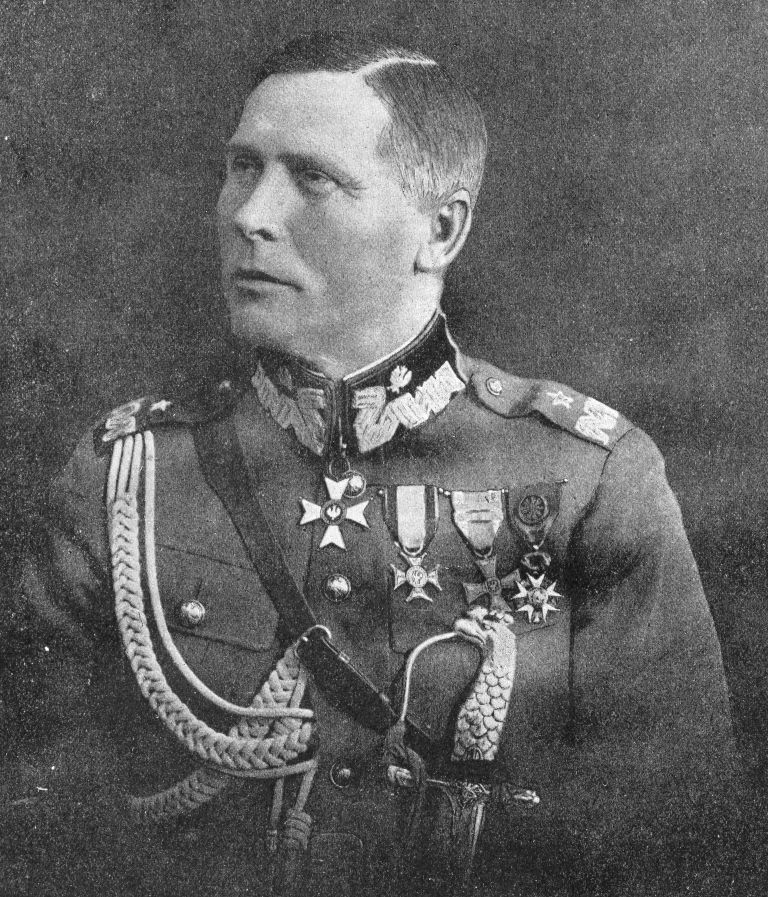
Andrzej Galica

- gen. dyw. Franciszek Latinik (od 25 IX 1921 do 9 XI 1924)
- gen. dyw. Wacław Fara (od 11 XI 1924)
- gen. bryg. inż. Andrzej Galica (od 30 VIII 1926)
- gen. bryg. Stanisław Tessaro (10 XI 1930 – †9 III 1933)
- gen. dyw. Janusz Głuchowski (od 16 III 1933[1])
- gen. bryg. Wacław Scaevola-Wieczorkiewicz (12 X 1935 – IX 1939)

Zastępcy dowódcy okręgu
- gen. bryg. Wiktor Jarosz-Kamionka (X 1921 – IV 1927)
- gen. bryg. Jan Chmurowicz (VII / VIII 1939 – )[2]

Pomocnicy dowódcy okręgu
- płk dypl. Rudolf Kawiński (1931 – )
- płk dypl. Wilhelm Lawicz-Liszka (XI 1934–I 1938)

Szefowie sztabu

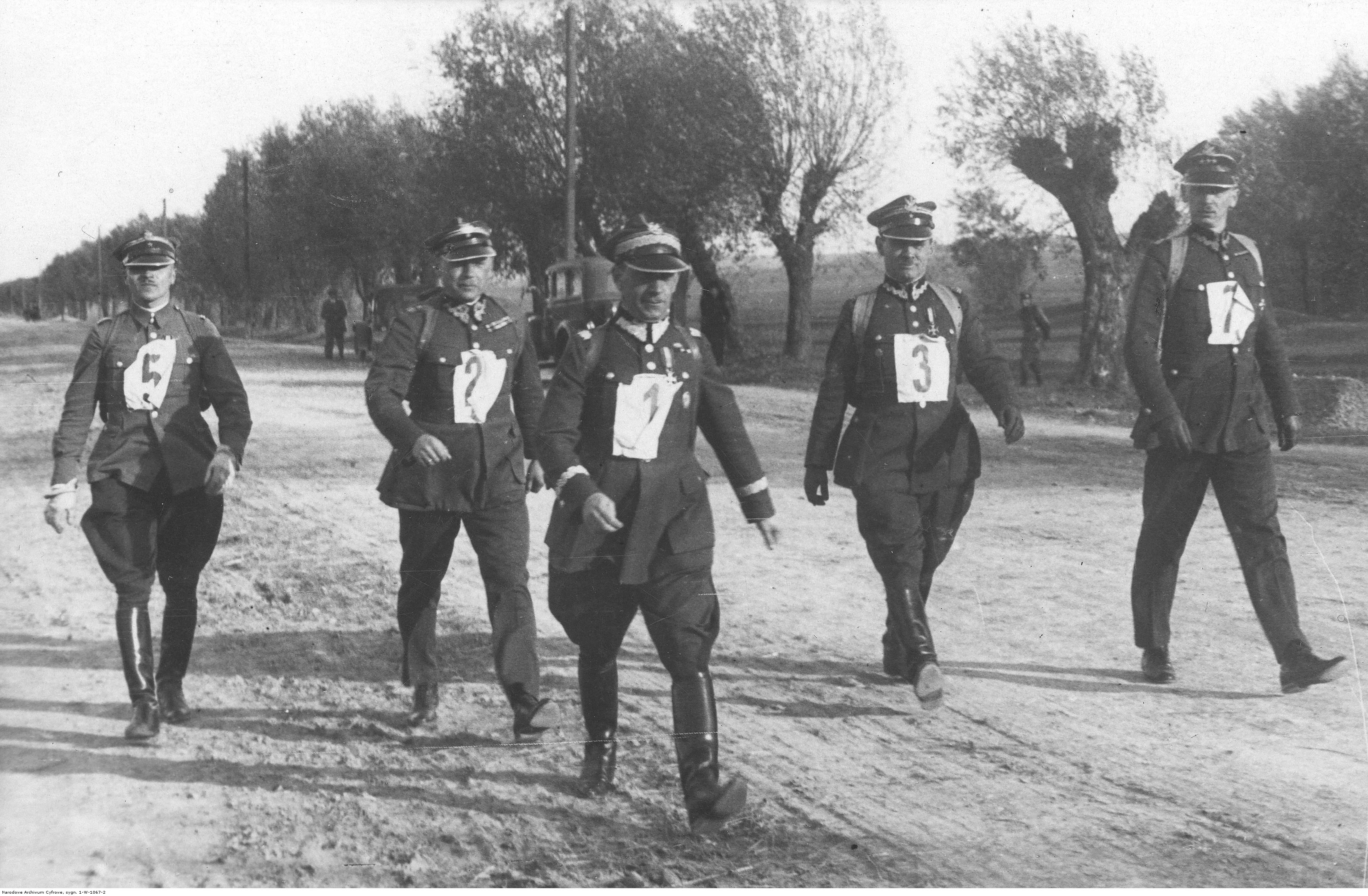
Marsz o odznakę sprawnościową w DOK X Przemyśl. Widoczni są mjr Przemysław Nakoniecznikoff-Klukowski (nr 5), mjr Tadeusz Żyborski (nr 2), gen. Stanisław Tessaro (nr 1), mjr Stanisław Stawarz (nr 3), kpt. Jan Żwinklewicz (nr 7)

- płk SG Włodzimierz Tyszkiewicz (do X 1922)
- płk SG Jerzy Wołkowicki (X 1922 – 1923)
- płk SG dr Izydor Modelski (1924 – 1925)
- ppłk SG Mieczysław Wyżeł-Ścieżyński (X 1925 – V 1926)
- płk SG Henryk Pomazański (31 X 1926[3] VII 1927)
- ppłk dypl. Feliks Kwiatek (XI 1927 – VI 1930 → dowódca 19 pp)
- ppłk dypl. Kazimierz Dziurzyński (VI 1930 – VI 1934 → dowódca 19 pp)
- ppłk dypl. Stanisław Sadowski (1934 – 1936)
- płk dypl. Brunon Romiszewski (III 1936 – )[4]
- płk dypl. Zygmunt Grabowski (– 1939[2])

Zastępcy szefa sztabu
- w 1923 vacat

Szefowie poboru, inspektorzy poborowi
- płk Kazimierz Grabowski
- ppłk kanc. Stanisław Elgas (1924 – II 1926[5])
- ppłk / płk piech. Rudolf Franciszek Wydra (II 1926[5] – VI 1927 oraz inspektor poborowy dla DOK VI i DOK X z siedzibą w Przemyślu od VI 1927[6])
- płk piech. Władysław Mielnik (inspektor poborowy dla DOK VI i DOK X z siedzibą we Lwowie od IV 1928[7])
- płk dypl. Ludwik Lichtarowicz (1930–1935)

Szefostwo Artylerii i Służby Uzbrojenia Okręgu Korpusu nr X (15 XI 1921–1926), 10 Okręgowe Szefostwo Artylerii (1926–1928)
- płk art. Kazimierz Pankowicz (1921)
- płk art. Erwin Mehlem (VII 1922–20 XI 1924)
- płk art. Antoni Klemens Meraviglia-Crivelli (20 III 1925 – II 1927[8])
- gen. bryg. Aleksander Kowalewski (III 1927 – 31 X 1928)
- płk art. Leonard Tucker (wz. od 1 XI 1928)

Szefowie inżynierii i saperów
- płk sap. Emanuel Homolacs (1923)
- ppłk sap. Mieczysław Wężyk (1924)
- mjr sap. Jan Targowski (do 30 VI 1932[9])

Szefowie Wojsk Technicznych
- płk Zygmunt Nawratil
- płk Władysław Kornicki (1926[10])

Szefowie łączności i szefowie 10 Okręgowego Szefostwa Łączności w latach 1921-1929 i w 1939 roku
- ppłk łącz. Edward Rzehaczek (1923[11] – III 1924 → 1 płącz[12])
- mjr łącz. Józef Rębski (p.o. III[13] – VI 1924)
- ppłk łącz. Gustaw Ferdynand Ombach (do III 1929[14])
- mjr łączn. Edmund Iwaszkiewicz (1939[15])

Szefowie sanitarni (szefowie 10 Okręgowego Szefostwa Sanitarnego)
- płk lek. Bolesław Korolewicz (do II 1924 → szef sanitarny DOK V[16])
- płk lek. Franciszek Lewicki (od II 1924[16])
- płk lek. Bronisław Paklikowski (od XI 1927[17])
- płk lek. Antoni Łobocki (do † 31 III 1932[18])
- ppłk lek. Karol Zamojski (1932 – 30 VI 1934 → stan spoczynku, †21 II 1935 Warszawa[19])
- płk. lek. dr Franciszek Bałaszeskul (od 30 VI 1934)
- płk lek. dr Jan Pióro (do IX 1939)

Szefowie weterynarii / naczelni lekarze weterynarii
- płk lek. wet. Ludwik Pasławski (1923–1924)
- ppłk lek. wet. Jan Raźny (p.o. 1928[20])
- mjr/ppłk lek. wet. Stanisław Wroceński (p.o. 1932, do 1939[21])

Szefowie intendentury (szefowie 10 Okręgowego Szefostwa Intendentury)
- płk Julian Koźmiński (od X 1922)
- płk int. Kazimierz Zachar (od III 1924[22])
- płk int. Czesław Huczyński (p.o. od V 1924[23])
- wakat (1932)

Szefowie remontu
- ppłk kaw. Mieczysław Kozicki (1923)

Szefowie duszpasterstwa wyznania rzymskokatolickiego
- ks prob. Józef Panaś (p.o. XI 1921 – 18 VIII 1926)
- ks. prob. Ludwik Zygmunt Stefan Jaroński (p.o. od 20 VIII 1926[24])
- ks. prob. / dziekan Antoni Miodoński (1934–1939)

Szefowie duszpasterstwa wyznania prawosławnego
- ks. kap. Szymon Fedorenko (1924)

Szefowie 10 Okręgowego Urzędu Wychowania Fizycznego i Przysposobienia Wojskowego
- ppłk dypl. piech. Marian Morawski (1932)

Dowódcy Obrony Przeciwlotniczej
- płk inż. January Grzędziński (12 VII 1937 – 7 II 1938)
- płk dypl. Maciej Bardel (7 II 1938 – IX 1939[25])

Referenci oświatowi
- kpt. Józef Kopeć